# Aurantiòidies
Aurantioideae (de vegades coneguda com a Citroideae) és una subfamília dins la família de la ruda i els cítrics Rutaceae. El centre d'origen de la subfamília són les regions monsòniques de l'est d'Australàsia, que s'estenen des del sud d'Àsia a Àfrica i cap a l'est a la Polinèsia.
Membres notables són per exemple, el Bael (Aegle marmelos), citrus, Clausena i Limonia acidissima) arbres amb fruit comestible, o el gènere Murraya que inclou l'arbre del curri (Murraya koenigii) i la planta ornamental Murraya paniculata.

## Descripció i sistemàtica

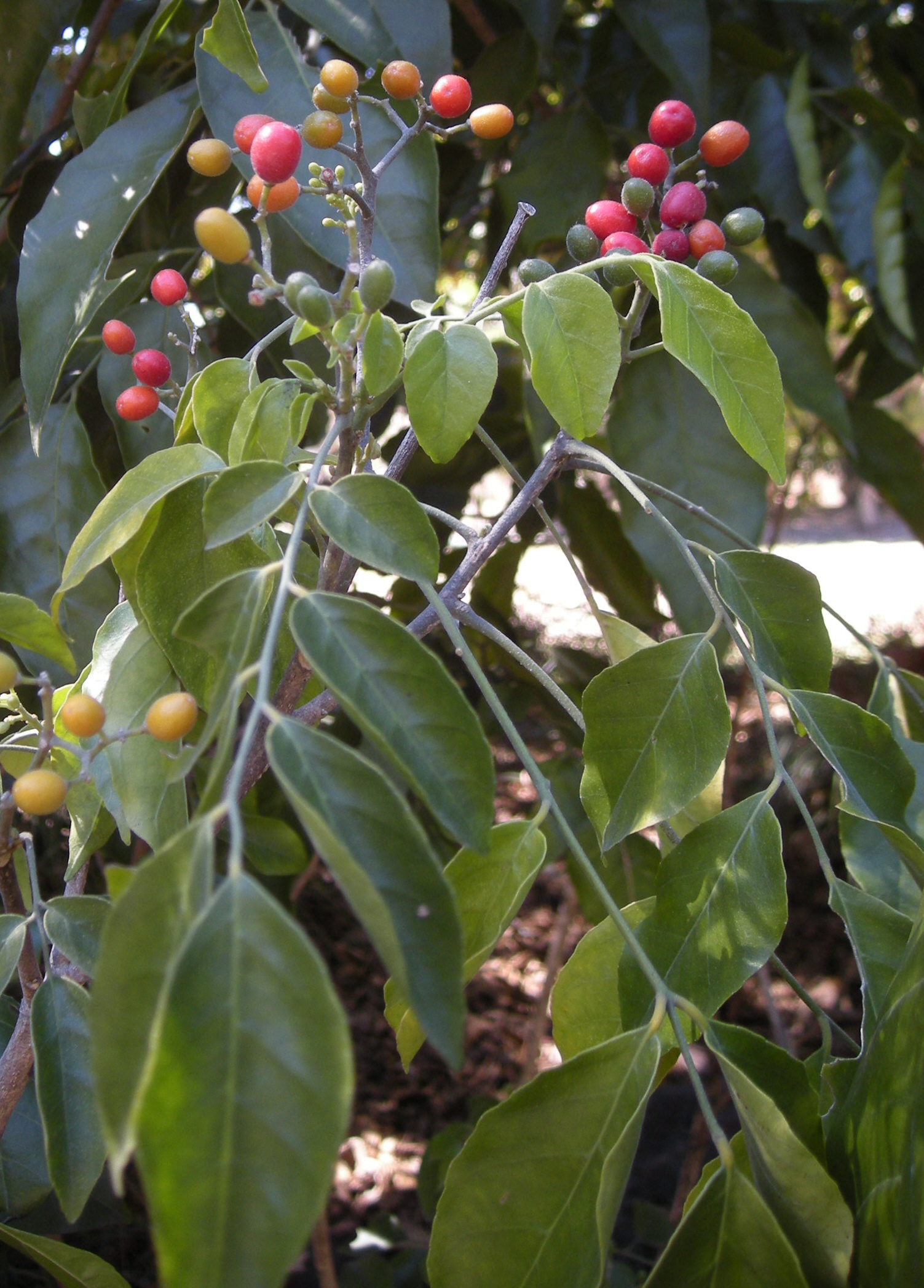
Micromelum minutum (Clauseneae)

Les Aurantioideae són arbrets, arbusts grossos o (rarament) lianes. Les seves flors són típicament blanques i fragants, els seus fruits són amb forma d'hesperidis de forma arrodonida i de color verd, groguenc i amb tons taronja.
La subfamília es pot dividir en dues tribus, l'ancestral Clauseneae i la més avançada Citreae. Diversos gèneres s'han rearranjat recentment. Les tribus, amb subtribus són:
- Subtribu Triphasiinae
  - Genus Luvunga Buch.-Ham. ex Wight & Arn.
  - Genus Merope M.Roem.
  - Genus Monanthocitrus
  - Genus Oxanthera
  - Genus Pamburus Swingle
  - Genus Paramignya Wight
  - Genus Triphasia
  - Genus Wenzelia Merr.
- Subtribu Balsamocitrinae (paraphyletic amb Citrinae? Abans dins Clauseneae)
  - Genus Aegle Corrêa – Bael
  - Genus Aeglopsis Swingle
  - Genus Afraegle (Swingle) Engl.
  - Genus Balsamocitrus Stapf
  - Genus Feroniella Swingle
  - Genus Limonia L. - Poma de closca
  - Genus Swinglea Merr.
- Subtribu Citrinae (parafilètic com Balsamocitrinae?)
  - Genus Atalantia Correa (abans en Clauseneae)
  - Genus Burkillanthus
  - Genus Citropsis - Cirera taronja
  - Genus Citrus - Cítrics (incloent Eremocitrus i Microcitrus)
  - Genus Clymenia Swingle
  - Genus Fortunella – Cumquats (probablement pertany a Citrus)
  - Genus Limnocitrus
  - Genus Naringi Adans. – Hesperethusa (= Hesperethusa)
  - Genus Poncirus (probablement pertany a Citrus)
  - Genus Pleiospermium
  - Genus Severinia Ten. (abans en Clauseneae)

Plantilla:Col-2-of-2
Tribe Clauseneae
- Subtribu Micromelinae
  - Genus Micromelum Blume
- Subtribu Clauseninae
  - Genus Clausena Burm.f.
  - Genus Glycosmis
  - Genus Murraya
- Subtribu Merrilliinae (pot pertànyer a Clauseninae)
  - Genus Merrillia